# Іст-Ранчо-Домінгес (Каліфорнія)
Іст-Ранчо-Домінгес (англ. East Rancho Dominguez) — переписна місцевість (CDP) в США, в окрузі Лос-Анджелес штату Каліфорнія. Населення — 15 114 особи (2020).

## Географія
Іст-Ранчо-Домінгес розташований за координатами 33°53′41″ пн. ш. 118°11′44″ зх. д. / 33.89472° пн. ш. 118.19556° зх. д. (33.894834, -118.195587).  За даними Бюро перепису населення США в 2010 році переписна місцевість мала площу 2,13 км², уся площа — суходіл.

## Демографія
Згідно з переписом 2010 року, у переписній місцевості мешкало 15 135 осіб у 2996 домогосподарствах у складі 2667 родин. Густота населення становила 7109 осіб/км².  Було 3186 помешкань (1496/км²).
Расовий склад населення:
| - 31,5 % — білих - 15,9 % — чорних або афроамериканців - 0,9 % — корінних американців - 0,7 % — вихідців з тихоокеанських островів - 0,2 % — азіатів - 47,3 % — осіб інших рас |

До двох чи більше рас належало 3,5 %. Частка іспаномовних становила 82,0 % від усіх жителів.
За віковим діапазоном населення розподілялося таким чином: 35,1 % — особи молодші 18 років, 59,6 % — особи у віці 18—64 років, 5,3 % — особи у віці 65 років та старші. Медіана віку мешканця становила 26,1 року. На 100 осіб жіночої статі у переписній місцевості припадало 98,0 чоловіків;  на 100 жінок у віці від 18 років та старших — 96,9 чоловіків також старших 18 років.
Середній дохід на одне домашнє господарство  становив 55 288 доларів США (медіана — 44 127), а середній дохід на одну сім'ю — 55 443 долари (медіана — 45 607). Медіана доходів становила 30 217 доларів для чоловіків та 25 248 доларів для жінок. За межею бідності перебувало 23,8 % осіб, у тому числі 30,2 % дітей у віці до 18 років та 20,8 % осіб у віці 65 років та старших.
Цивільне працевлаштоване населення становило 6366 осіб. Основні галузі зайнятості: виробництво — 16,2 %, освіта, охорона здоров'я та соціальна допомога — 16,0 %, науковці, спеціалісти, менеджери — 13,2 %, роздрібна торгівля — 12,4 %.